# Юсеин, Тайбе
Тайбе Мустафа Юсеин (болг. Тайбе Мустафа Юсеин, род. 4 мая 1991 года) — болгарская девушка-борец вольного стиля, чемпионка мира 2018 года, чемпионка Европы 2018 и 2019 года, призёр чемпионатов мира и Европы.

## Биография
Родилась в 1991 году в селе Мыдрево общины Кубрат Разградской области. В 2010 и 2011 годах становилась серебряной призёркой чемпионата Европы. В 2012 и 2013 годах становилась серебряной призёркой чемпионатов мира. В 2014 году стала бронзовой призёркой чемпионатов мира и Европы. В 2015 году завоевала бронзу на I Европейских играх в Баку.
На чемпионате Европы 2018 года в российском Каспийске Тайбе не оставила шансов ни одной из своих соперниц, и впервые в карьере стала чемпионкой континента. 
На чемпионате мира 2018 года в Будапеште, болгарская спортсменка одолела всех своих соперниц и завоевала титул лучшей в мире в весовой категории до 62 кг.
На предолимпийском чемпионате мира в Казахстане в 2019 году в весовой категории до 62 кг, Тайбе завоевала серебряную медаль и получила олимпийскую лицензию для своего национального Олимпийского комитета.
В феврале 2020 года на чемпионате континента в итальянской столице, в весовой категории до 62 кг Юсеин в схватке за бронзовую медаль поборола спортсменку из Молдавии Мариану Чердивару и завоевала бронзовую медаль чемпионата Европы.

## Достижения
- Почётный знак Президента Болгарии (2021)[4]